# Pizzo Tornello
Le pizzo Tornello est une montagne qui s’élève à 2 687 m d’altitude dans les Alpes bergamasques, en Italie.